# 嵩瀬ひろし
嵩瀬 ひろし（たかせ ひろし、1953年2月26日 - ）は、日本の漫画家、なぞなぞ作家。秋田県秋田市出身。血液型A型、元銀行員。代表作は『スーパーマリオくん』など。

## 作品リスト
- スーパーマリオくん（小学館）
- ポケモンおもしろめいろ・パズル（小学館）
- ディスくんのマンガトピックス（ファミリーコンピュータMagazine　徳間書店）
- ファミマガジャーナル マンガトピックス（ファミリーコンピュータMagazine　徳間書店）
- ミラクルかわいい なぞなぞ1・2年生 （2013年、加藤千鶴著、ナツメ社） ISBN 4816354840

他クイズやなぞなぞなどのゲームコミックスが小学館、ポプラ社、新星出版社、実業之日本社などの出版社より多数発行されている。『ファミリーコンピュータMagazine』に連載の『ディスくんのマンガトピックス』では、連載終盤に作者本人が作中に登場して読者へ自己紹介と挨拶を行った。